# Antônio Teodoro da Silva
Antônio Teodoro da Silva, primeiro e único barão do Alto Muriaé, foi um fazendeiro brasileiro. 
Recebeu o título por colaborar com o Império alforriando escravos para lutarem na Guerra do Paraguai. Era irmão de Francisco Alves da Silva Pereira (Barão do Monte Alto). Em primeiras núpcias foi casado com Marianna Leopoldina de São José. Após a morte da primeira esposa, casou-se em segundas núpcias com Luciana de Paula Alves.

## Títulos nobiliárquicos
Barão do Alto Muriaé
Título conferido por decreto imperial em 23 de janeiro de 1886. Faz referência ao trecho inicial do rio Muriaé, que se estende de Miraí a Muriaé; em tupi significa enxame de mosquitos.